# Littlefork
Littlefork est une ville située dans le comté de Koochiching, dans le Minnesota, aux États-Unis. La population de Littlefork était de 647 au recensement des États-Unis de 2010.